# Nevado del Ruiz
Vous lisez un « bon article » labellisé en 2010.
Le Nevado del Ruiz est un volcan de la cordillère des Andes, un des plus élevés de Colombie. Il culmine à 5 321 mètres d'altitude. Comme son nom l'indique, il est recouvert de glaciers, lesquels entourent le cratère Arenas et sont en phase de régression rapide. Issu d'un volcanisme de subduction, le Nevado del Ruiz a connu de fréquentes éruptions pliniennes au cours de l'Holocène. Celle de 1985 a été l'une des plus meurtrières de l'histoire en rasant notamment la ville d'Armero. En effet, le mélange de cendres et d'eau de fonte provoque régulièrement des lahars dévastateurs. Le volcan est désormais en constante observation afin de protéger au mieux les centaines de milliers de personnes vivant dans les vallées à ses pieds.
La montagne a été gravie pour la première fois en 1936. Sa faune et sa flore, qui comportent plusieurs espèces endémiques de la cordillère Centrale, sont protégées au sein du parc national naturel de Los Nevados.

## Toponymie
En espagnol, l'adjectif nevado signifie « enneigé » ; par substantivation, un nevado désigne plus particulièrement, en Amérique, une montagne couverte de neiges éternelles. Le Nevado del Ruiz est également appelé Paramo de Ruiz et Mesa de Herveo (la « table de Herveo »). À l'époque précolombienne, il était nommé Kumanday, soit la « montagne blanche », ou Tabuchía, c'est-à-dire la « chandelle » ou le « feu », mais encore Tama, le « doyen » ou le « grand-père ». Il est surnommé le « lion endormi ».

## Géographie

### Situation

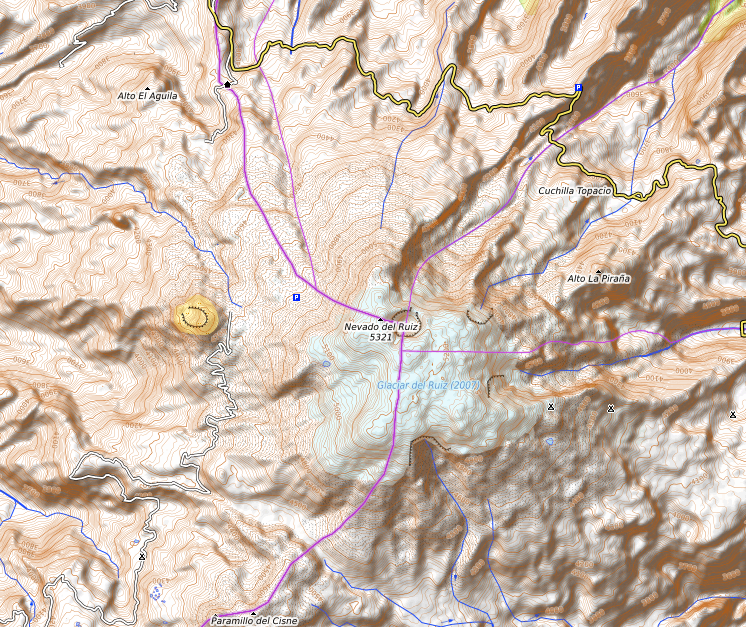
Carte topographique.

Le Nevado del Ruiz est un volcan situé en Colombie, à la limite des départements de Caldas et Tolima, à 130 kilomètres à l'ouest de Bogota et 30 kilomètres au sud-est de Manizales. L'océan Pacifique s'étend à 220 kilomètres à l'ouest. La montagne se trouve dans la cordillère des Andes, plus précisément au sein de la cordillère Centrale, et fait partie d'une chaîne volcanique composée de six édifices principaux qui, du sud au nord, portent le nom de Cerro Machín, Nevado del Tolima, Nevado de Quindio, Santa Isabel, Nevado del Ruiz et Cerro Bravo,.

### Topographie

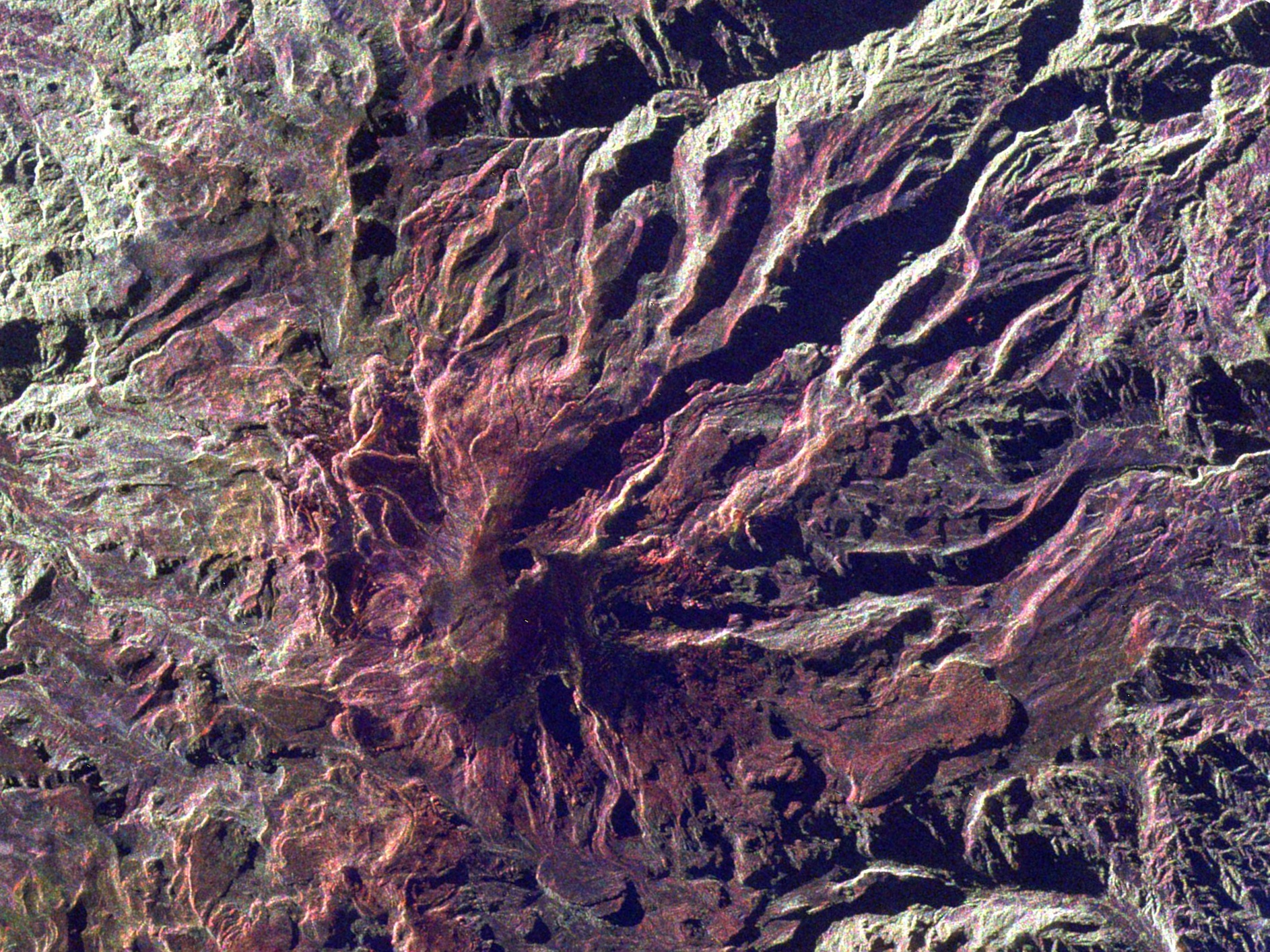
Image radar par satellite du Nevado del Ruiz montrant le cratère Arenas à proximité du sommet.

Le Nevado del Ruiz s'élève à 5 321 mètres d'altitude. Il s'agit d'un stratovolcan de taille moyenne, grossièrement conique, composé de strates de coulées de lave solidifiées et de dépôts de téphras, avec un sommet relativement plat recouvert d'un glacier de moins de 10 km2. L'édifice moderne est constitué de cinq dômes de lave, tous compris dans la caldeira de l'édifice ancestral : le Nevado del Cisne, l'Alto de la Laguna, l'Alto la Pirana, l'Alto de Santano et la Olleta. Ce dernier, sur le versant sud-ouest du volcan, est désormais inactif mais a pu entrer en éruption depuis le début de notre ère. L'ensemble couvre une surface de 200 km2 et s'étend sur 65 kilomètres d'est en ouest. Le sommet principal abrite le cratère Arenas qui mesure un kilomètre de diamètre et 240 mètres de profondeur. La partie supérieure du volcan a des pentes raides, avec des inclinaisons de 20 à 30° ; le relief de la partie inférieure s'adoucit avec des pentes d'environ 10°. Les piémonts s'étendent pratiquement jusqu'au fleuve Magdalena au nord et la rivière Cauca à l'ouest. Sur les deux versants principaux du sommet, des escarpements montrent l'avancée maximale d'anciens glissements de terrain,.

### Hydrographie

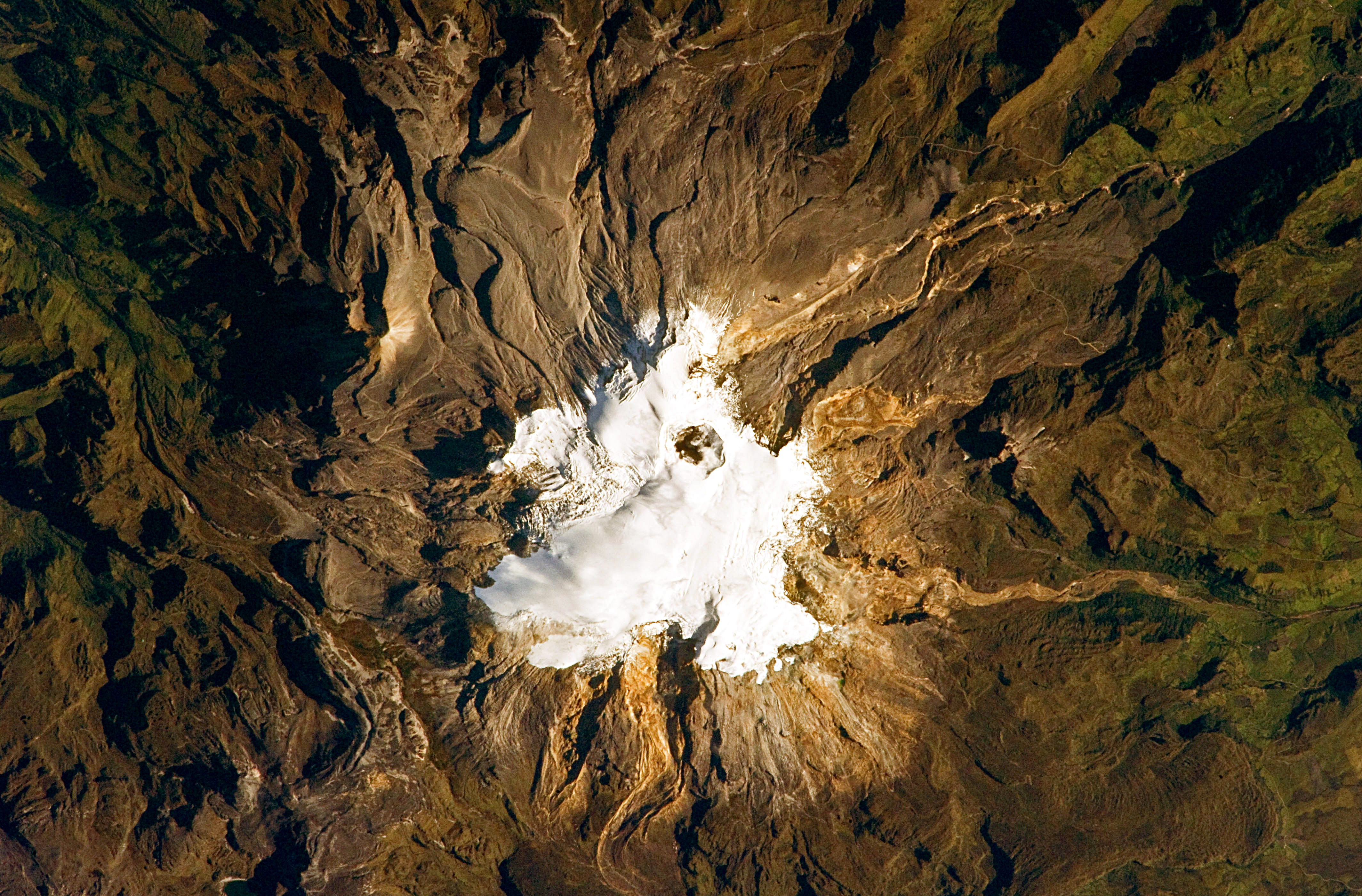
Photo prise à bord de la Station spatiale internationale montrant les glaciers entourant le cratère Arenas au sommet.

Les glaciers du Nevado del Ruiz se sont formés il y a plusieurs milliers d'années et sont en phase de retrait quasi continu depuis le dernier maximum glaciaire. De 28 000  à   21 000 ans BP, la calotte locale occupe environ 1 500 km2 dans le chaînon du Ruiz-Tolima. Vers 12 000 ans BP, alors que les glaciers sont déjà en phase de retrait, ils couvrent encore 800 km2. Au cours du petit âge glaciaire, qui dure de 1600 à 1900 environ, ils occupent approximativement 100 km2.
Depuis, les glaciers ont reculé encore sensiblement en raison du réchauffement climatique. En 1959, leur superficie a chuté à 34 km2. Depuis l'éruption de 1985, qui a détruit 10 % de la calotte sommitale, elle a encore diminué de moitié pour passer de 17-21 km2 selon les estimations à 10 km2 en 2003. Les glaciers, qui atteignaient 4 500 mètres d'altitude en 1985, sont remontés à 4 800 voire 4 900 mètres d'altitude en 2007.
La calotte locale a une épaisseur moyenne d'environ 50 mètres. Elle atteint 190 mètres dans certaines parties du plateau sommital et au niveau du glacier Nereides, sur le versant sud-ouest. Les glaciers du versant septentrional et, dans une moindre mesure, du versant oriental sont ceux qui ont le plus fondu lors de l'éruption de 1985 ; ils ne dépassent plus 30 mètres d'épaisseur. La calotte recouvrant le plateau sommital pourrait cacher une caldeira. En effet, cinq dômes entourant le sommet ont émergé à la suite du retrait des glaciers.
L'eau de fonte des glaciers alimente directement la rivière Cauca et le fleuve Magdalena, respectivement au pied des versants occidentaux et orientaux. Le ruissellement provenant de ces glaciers et de ceux des volcans alentour est une source d'eau potable pour une quarantaine de villes en aval. Les autorités et les scientifiques colombiens sont préoccupés par l'approvisionnement des villes dans le cas où les glaciers viendraient à fondre complètement.

### Géologie
Le Nevado del Ruiz se situe à la limite de la plaque sud-américaine, à l'aplomb de la zone de subduction de la plaque de Nazca. Il fait partie de la ceinture de feu du Pacifique. L'arc volcanique se trouve à l'intersection de quatre failles, dont certaines sont actives. Comme c'est fréquemment le cas pour le volcanisme de subduction, le Nevado del Ruiz est susceptible de produire des éruptions pliniennes, de type explosif, avec des nuées ardentes qui peuvent faire fondre la neige et les glaciers au sommet et entraîner des lahars dévastateurs.

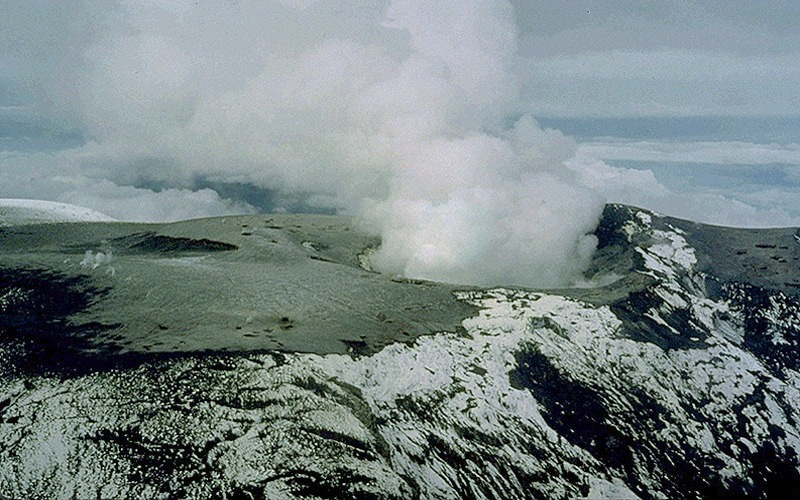
Vue du cratère sommital fin novembre 1985.

Le volcan naît il y a 1,8 million d'années, au début du Pléistocène. Trois phases éruptives ont été identifiées au cours de son histoire : ancestrale, ancienne et actuelle. Durant la phase ancestrale, entre 1,8 et 1 million d'années BP, un complexe de larges stratovolcans se met en place. Entre 1 et 0,8 million d'années BP, ils s'effondrent partiellement sur eux-mêmes, formant une vaste caldeira de 5  à   10 kilomètres de diamètre. Durant la phase ancienne, entre 800 000 et 200 000 ans BP, un nouveau complexe de larges stratovolcans apparaît, incluant le Nevado del Ruiz « ancien », le Nevado del Tolima, le Nevado de Quindio et le Santa Isabel. De nouveau, entre 200 000 et 150 000 ans BP, des caldeiras sommitales explosives se forment. La phase actuelle commence il y a 150 000 ans et voit le développement du présent édifice par le biais de l'apparition de dômes de lave constitués d'andésite et de dacite à l'intérieur de l'ancienne caldeira,.

### Climat
Entre 2 300 et 3 800 mètres d'altitude, le climat de la montagne se caractérise par des températures comprises entre 6 et 14 °C tout au long de l'année et des précipitations cumulées de 2 000  à   3 000 mm. Entre 3 800 m et 4 500 mètres d'altitude, les températures chutent entre 0 et 6 °C tandis que les précipitations annuelles sont de l'ordre de 1 500  à   2 000 mm. Au-delà de ces altitudes se trouve l'étage nival : les températures sont fréquemment négatives et les précipitations tombent généralement sous forme de neige. Sur le versant occidental, le gradient thermique adiabatique est de 0,54 °C tous les 100 mètres contre 0,51 °C sur le versant oriental.

### Faune et flore

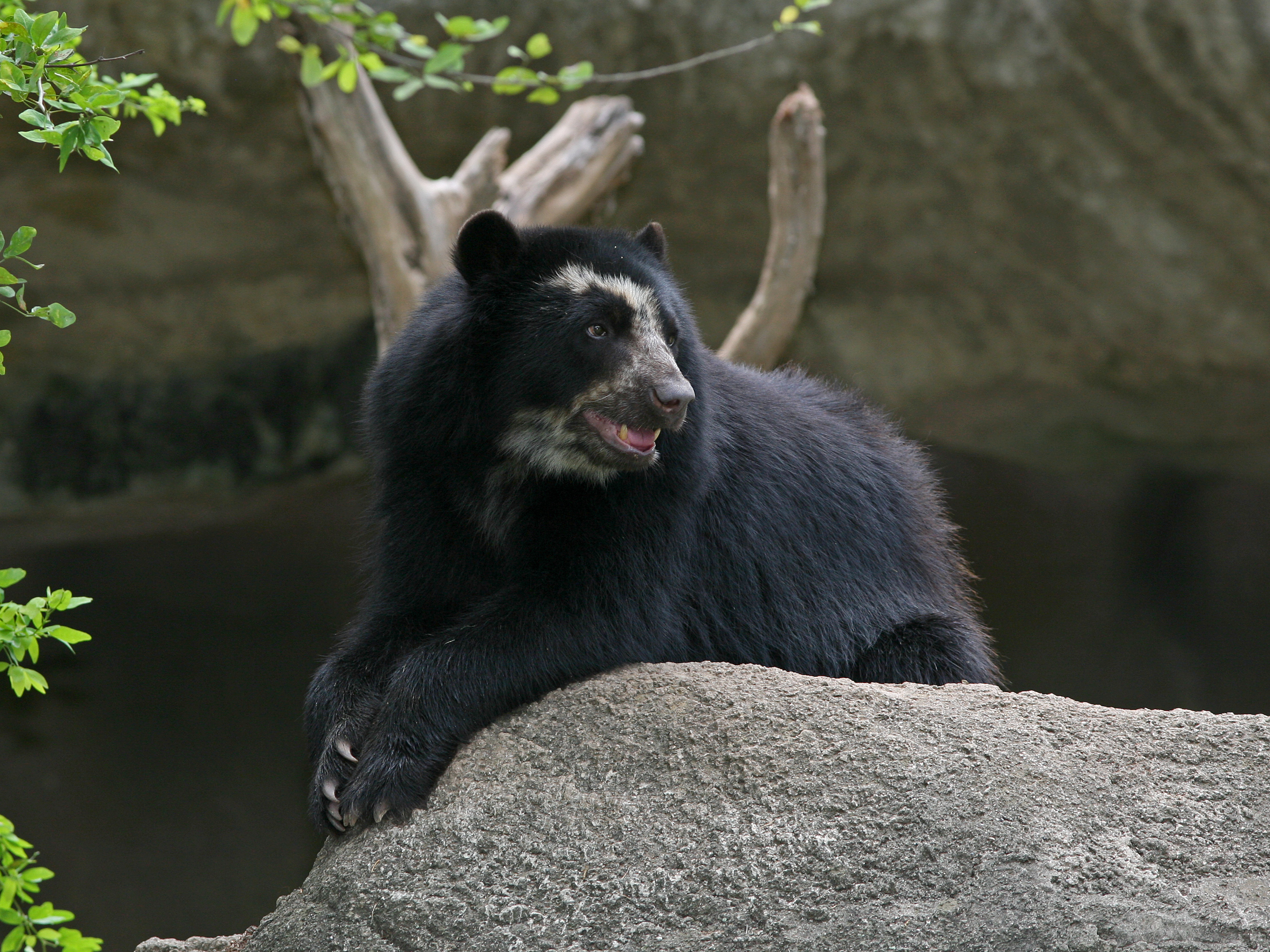
Photo d'un Ours à lunettes (en captivité au parc zoologique et botanique Bararida de Barquisimeto au Venezuela).

Le Nevado del Ruiz est globalement recouvert d'une faible végétation en raison de son altitude et l'épaisseur de la forêt diminue au fur et à mesure que le sommet se rapproche. Sur les piémonts, des forêts mésiques se développent, abritant des arbres de 20  à   35 mètres de hauteur. Entre celle-ci et la limite des arbres, les pentes de la montagne sont couvertes de forêts naines, avec des spécimens de 3  à   8 mètres de haut. Au-delà, dans la zone du Páramo, la végétation est dominée par des herbes à tussack et des espèces d’Espeletia. La région abrite des espèces boisées appartenant aux familles de Rubiaceae, Leguminosae, Melastomataceae, Lauraceae et Moraceae. Les plantes à fleurs sont représentées par les familles de Polypodiaceae, Araceae, Poaceae, Asteraceae, Piperaceae ou encore Orchidaceae.
Parmi les animaux présents sur les flancs du volcan figurent le Tapir des montagnes (Tapirus pinchaque) et l'Ours à lunettes (Tremarctos ornatus), tous deux menacés. Le Toui à front roux (Bolborhynchus ferrugineifrons), le Colibri casqué (Oxypogon guerinii) et Osornophryne percrassa sont des espèces endémiques de la cordillère Centrale. En tout, la montagne abrite 27 espèces d'oiseaux endémiques de Colombie, dont 14 confinées à la région autour du Nevado del Ruiz. Quinze d'entre elles sont considérées comme menacées.

## Histoire

### Histoire éruptive
Le Nevado del Ruiz est le second volcan le plus actif de Colombie après le Galeras. La plus ancienne éruption identifiée, au cours de l'Holocène, date de 6 600 ans BP. D'autres éruptions se sont produites vers 1245 av. J.-C. ± 150 ans, en 850 av. J.-C., vers 200 av. J.-C. ± 100 ans, vers 350 ± 300 ans, vers 675 ± 50 ans, en 1350, en 1541 (incertaine), en 1570, en 1595, en 1623, en 1805, en 1826, en 1828 (incertaine), en 1829, en 1831, en 1833 (incertaine), en 1845, en 1916, du 22 décembre 1984 au 19 mars 1985, du 11 septembre 1985 au 13 juillet 1991. Une nouvelle éruption le 23 avril 1994 n'a pas été confirmée. La quasi-totalité de ces événements a consisté en une éruption initiale au niveau du cratère principal suivie d'une explosion phréato-magmatique avec émission de nuées ardentes. Elle a été accompagnée de glissements de terrain, de lahars et de la destruction partielle des dômes de lave,. L'intensité des éruptions au cours des derniers milliers d'années tend toutefois à diminuer et les dépôts pyroclastiques sont moins volumineux qu'au cours du Pléistocène.
Les plus vieux témoignages connus sur l'activité du Nevado del Ruiz remontent à 1595 puis 1845, dates où des destructions majeures lui sont imputables. En 1845, l'éruption volcanique emporte dans ses coulées de lave les petits villages le long de la rivière Lagunilla. Elles tuent sur leur passage toute la population vivant dans le haut de la vallée.

#### Éruption de 1595
Le 9 mars 1595, un violent tremblement de terre se produit, comme un précurseur. Au matin du 12 mars, le Nevado del Ruiz entre en éruption. Trois explosions pliniennes successives se font entendre à plus de cent kilomètres du sommet. Une grande quantité de cendres est éjectée et noircit les environs. Le volcan émet également des lapilli et des bombes volcaniques. Au total, l'éruption produit 0,16 km3 d'éjectas. Elle déclenche des lahars qui dévalent au fond des vallées de la Gualí et de la Lagunilla, obstruant le cours des rivières, tuant toute la faune aquatique et détruisant une grande partie de la végétation. Plus de 600 personnes meurent directement en raison des lahars. Cette éruption est la dernière de grande ampleur avant celle de 1985. Elles s'avèrent très similaires sur de nombreux points, notamment la composition chimique du matériel éruptif.

#### Éruption de 1845
Au matin du 19 février 1845, un violent tremblement de terre provoque une vaste coulée de boue. Après avoir atteint un cône de déjection, elle se sépare en deux. La branche la plus importante dévale la vallée de la Lagunilla sur environ 70 kilomètres, comblant le lit de la rivière, jusqu'à rejoindre la confluence avec le fleuve Magdalena, et tuant la plus grande partie de la population. La seconde branche, moins importante, est déviée par des collines dans le canyon de la Lagunillas, s'infléchit de 90° vers le nord, puis atteint la rivière Sabandija qui s'écoule en direction de l'est, avant de rejoindre la branche principale à la jonction de la Sabandija et du fleuve Magdalena. Le bilan humain est estimé à un millier de morts.

#### Éruption de 1985

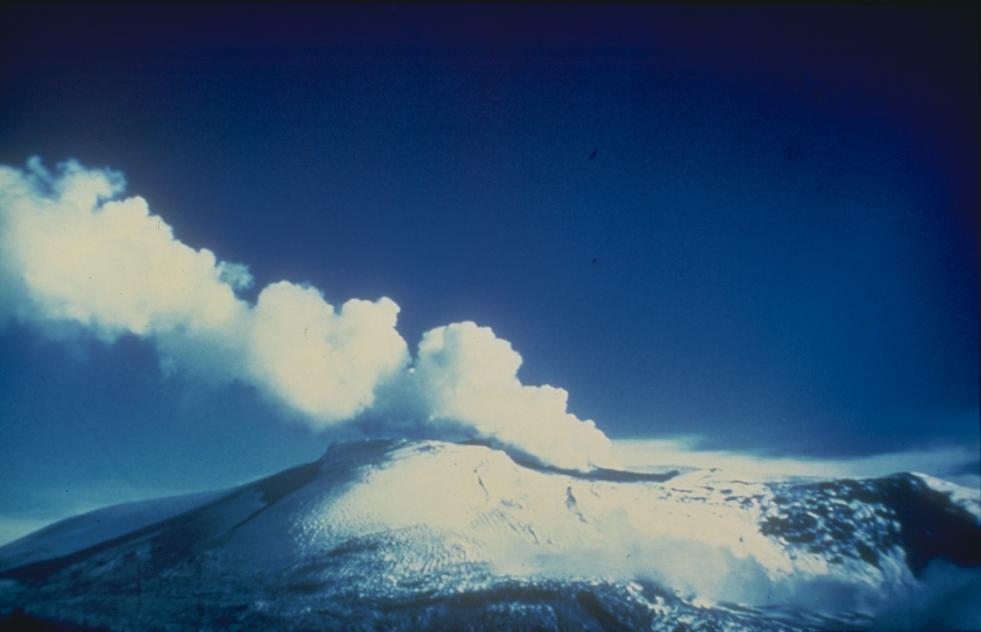
Vue d'un panache volcanique en septembre 1985, prémices de l'éruption du 13 novembre.

À partir de novembre 1984, l'activité sismique augmente dans la région. Le 11 septembre 1985, le volcan entre une nouvelle fois en éruption. Après deux mois d'activité enregistrée par des volcanologues et les hautes instances gouvernementales de la région, elle redouble d'intensité. Le 13 novembre, vers 15 heures, son sommet couvert de neige et de glaciers voit sa cime fondre substantiellement. En quelques heures, sous la pression de la lave et l'effet de la chaleur, la neige se transforme en eau liquide qui, mêlée de boues et de cendres – un lahar –, se met à dévaler les vallées voisines. Peu avant minuit, la ville d'Armero, à 50 km de là, qui n'avait pas été évacuée, est submergée par un fleuve de boue progressant à une vitesse de 80 km/h et possédant un débit de 47 500 m3/s. Cette catastrophe est la quatrième éruption la plus meurtrière de l'histoire, avec près de 24 000 morts et 10 000 sans-abri. L'éruption se termine le 13 juillet 1991.
Ce drame est célèbre dans le monde entier à cause des images du visage d'une fillette de 13 ans, Omayra Sánchez, et de son agonie, photographiée et filmée par la télévision sans que les secours puissent rien pour elle.

#### Éruption de 2012
Vers la fin mars 2012, le volcan montre des signes d'éruption imminente, avec l'augmentation des émissions de dioxyde de soufre et des séismes de plus en plus fréquents. Il est mis en alerte orange le 31 mars 2012 : d'après des volcanologues colombiens, le volcan peut alors entrer en éruption dans les jours ou dans les semaines qui suivent. Toutefois, le 3 mai, le niveau d'alerte est ramené d'orange à jaune. Le 29 mai, une nouvelle série de séismes se produit et des cendres tombent sur plus de vingt villages. Au cours du mois de juin, les pluies de cendres se poursuivent et l'intensité des séismes augmente, si bien que des évacuations concernant 300 à 1 500 personnes sont décidées par le comité d'urgence de Caldas et annoncées dans les médias. Le niveau d'alerte passe alors à rouge. Finalement, le volcan explose le 2 juillet, affectant une zone de 7,5 kilomètres de diamètre. Cet épisode se poursuit jusqu'à la fin août. Des panaches de cendre et du dioxyde de soufre sont émis jusqu'en janvier 2013.

### Histoire humaine
En 1868-1869, les géologues allemands Wilhelm Reiss (en) et Alphons Stübel sont les premiers à tenter l'ascension du Nevado del Ruiz. Le volcan est gravi pour la première fois en 1936 par W. Cunet et Augusto Gansser, de l'expédition de M. Rapp. Ils répètent l'exploit trois ans plus tard, partiellement à ski.

## Activités

### Randonnée, alpinisme et sports d'hiver

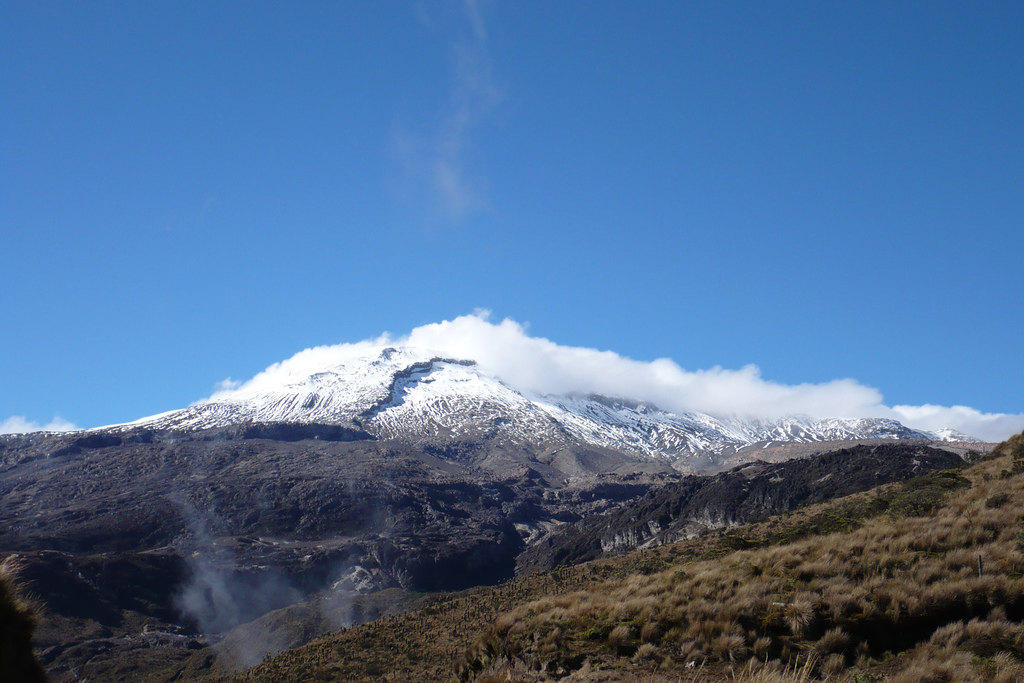
Vue du sommet du volcan dans les nuages.

Le Nevado del Ruiz est accessible depuis la route reliant Manizales à La Esperanza, en bifurquant à Termales del Ruiz, à proximité du col de Las Letras, en direction du sud. Quelques kilomètres après avoir dépassé de Las Brisas, où il est possible de camper, se situe l'entrée du parc national – qui nécessite le paiement d'une taxe – à 4 050 mètres d'altitude. Quatre kilomètres au sud et quelque 100 mètres plus haut se trouve le chalet Arenales pouvant accueillir vingt personnes. Un ultime abri rudimentaire, construit à côté des ruines d'un ancien refuge incendié avant l'éruption de 1985, au niveau de la limite des neiges, permet uniquement de se restaurer. Le temps de montée depuis l'entrée du parc jusqu'au sommet est de sept à huit heures et de trois heures depuis la piste carrossable qui contourne le volcan par l'ouest. Un guide est imposé au-delà de la limite des neiges.
Le versant sud-ouest du volcan abrite des remontées mécaniques pour la pratique des sports d'hiver, depuis 1940. Les championnats sud-américains de ski se sont tenus au Nevado del Ruiz les 26 et 28 juillet 1956 et ont permis à l'Argentin Luis de Ridder de s'illustrer.

### Protection environnementale
Le Nevado del Ruiz, comme plusieurs autres stratovolcans de la région, est inclus dans le parc national naturel de Los Nevados, un parc national de 583 km2 créé en 1973 et situé à l'ouest de Bogota, au centre des Andes colombiennes. Il s'agit d'une destination populaire et il abrite plusieurs refuges pour les touristes. En 2009, il a accueilli plus de 50 000 visiteurs, ce qui le place en troisième position, en termes de fréquentation, parmi les 55 zones protégées du pays. La pêche à la truite arc-en-ciel (Oncorhynchus mykiss) est autorisée dans le lac Otún, où elle a été spécialement introduite. Une station thermale est installée au pied du volcan.

### Évaluation et prévention des risques

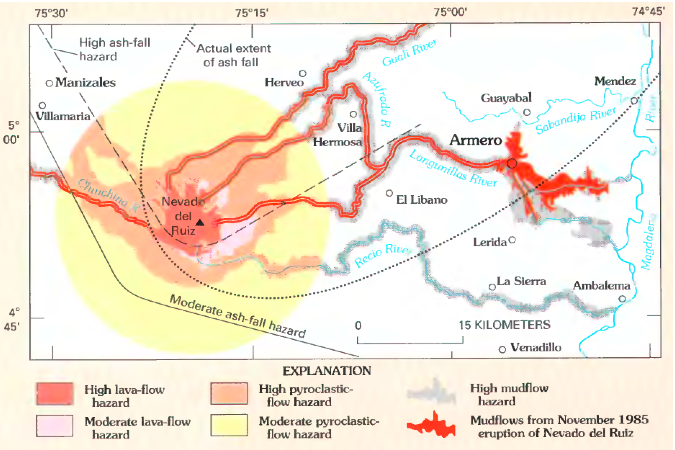
Carte des aléas volcaniques, avec les lahars de 1985 en rouge foncé.

Le volcan continue à représenter une sérieuse menace pour les villes et villages environnants. Le risque le plus probable est constitué par de petites éruptions qui pourraient déstabiliser les glaciers et déclencher des lahars. Malgré le recul significatif des glaciers du Nevado del Ruiz, le volume de glace au sommet reste suffisamment important pour que la fonte soudaine de 10 % de la calotte locale produise 40 millions de mètres cubes d'eau, sensiblement équivalents à la catastrophe de 1985. Les lahars ainsi produits peuvent se propager sur une centaine de kilomètres, au fond des vallées, en quelques heures seulement. Les estimations montrent que plus de 500 000 personnes vivant dans les vallées de Combeima, Chinchiná, Coello–Toche et Gualí courent un risque dont 100 000 à un niveau jugé élevé. Les lahars représentent une menace pour les villes de Honda, Mariquita, Ambalema, Chinchiná, Herveo, Villahermosa, Salgar et La Dorada. Bien que de petites éruptions soient plus probables, l'histoire éruptive du massif de Ruiz-Tolima, longue de deux millions d'années, comporte de nombreuses éruptions de grande ampleur et n'exclut pas qu'un tel événement puisse se reproduire. Une grande éruption de ce type aurait des effets très larges, incluant la fermeture potentielle de l'aéroport international El Dorado de Bogota à cause des chutes de cendres.

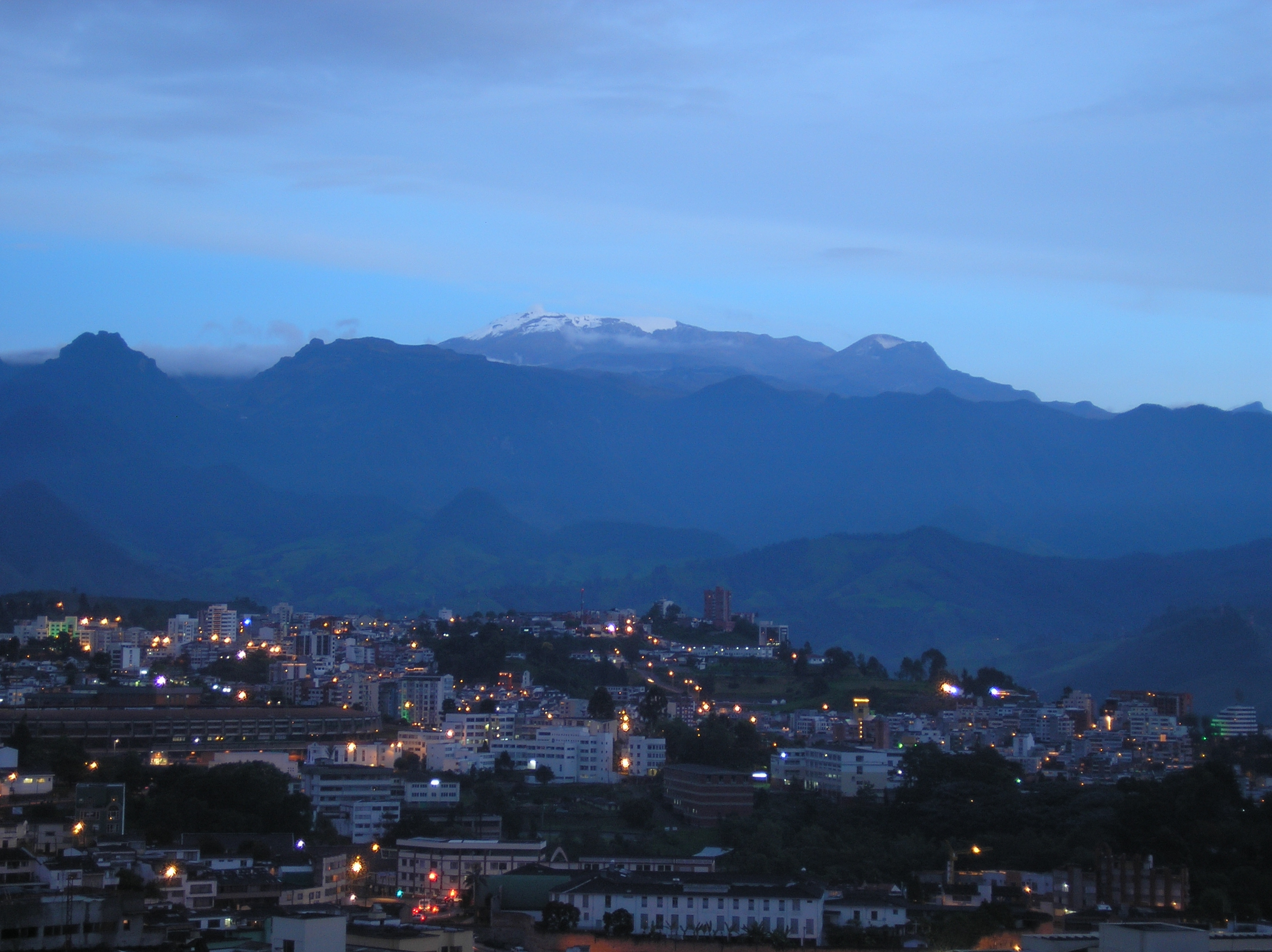
Vue du Nevado del Ruiz depuis Manizales en 2006.

Alors que la tragédie d'Armero en 1985 est exacerbée par l'absence d'alerte anticipée, la mauvaise gestion de l'urbanisation et le manque de prévention auprès des populations, le gouvernement de Colombie décide deux ans plus tard de créer un programme spécial, l’Oficina Nacional para la Atencion de Desastres (littéralement « bureau national de prévention des catastrophes »), afin d'éviter de tels accidents à l'avenir. L'ensemble des villes colombiennes sont alors engagées à promouvoir ces plans de prévention dans le but d'amoindrir les conséquences négatives des catastrophes naturelles tandis que des évacuations sont menées pour répondre à des menaces d'éruption. Ainsi, 2 300 personnes vivant le long de cinq rivières sont évacuées lors d'une nouvelle explosion du Nevado del Ruiz en 1989. Lorsqu'un autre volcan de Colombie, le Nevado del Huila, entre en éruption en avril 2008, des milliers de personnes sont évacués en raison des craintes des volcanologues de voir se reproduire la catastrophe de 1985.
Malgré ces efforts de prévention, en 2006, des pluies diluviennes au Nevado del Ruiz provoquent un glissement de terrain dans la vallée de la rivière Chinchiná, tuant neuf jeunes de 12  à   19 ans qui participaient à un camp de scouts à proximité du volcan.